# Ellingsenius
Genre
Ellingsenius est un genre de pseudoscorpions de la famille des Cheliferidae.

## Distribution
Les espèces de ce genre se rencontrent en Europe du Sud, en Afrique, au Moyen-Orient, en Asie du Sud et en Amérique du Nord.

## Liste des espèces
Selon Pseudoscorpions of the World (version 3.0) :
- Ellingsenius fulleri (Hewitt & Godfrey, 1929)
- Ellingsenius globosus Beier, 1962
- Ellingsenius hendrickxi Vachon, 1954
- Ellingsenius indicus Chamberlin, 1932
- Ellingsenius perpustulatus Beier, 1962
- Ellingsenius sculpturatus (Lewis, 1903)
- Ellingsenius ugandanus Beier, 1935

## Publication originale
- Chamberlin, 1932 : A synoptic revision of the generic classification of the chelonethid family Cheliferidae Simon (Arachnida) (continued). Canadian Entomologist, vol. 64, p. 17-21 & 35-39.